# Louis d'Albret
Pour les articles homonymes, voir Albret.
Pour les autres membres de la famille, voir Maison d'Albret.
Louis d'Albret (né à Tartas le 23 décembre 1422 et mort à Rome le 4 septembre 1465) est un cardinal français du XVe siècle. Il est le fils de Charles II d'Albret et d'Anne d'Armagnac. Il est l'oncle du cardinal  Amanieu d'Albret (1500).

## Biographie
Louis d'Albret est élu évêque d'Aire en 1445 et est transféré au diocèse de Cahors en 1460.
Le pape Pie II le crée cardinal lors du consistoire du 18 décembre 1461, à la demande des rois Charles VIII et Louis XI de France. Le cardinal d'Albret participe au conclave de 1464, lors duquel Paul II est élu pape. D'Albret est camerlingue du Sacré Collège et nommé évêque de Tarbes en 1465.